# Віндов-Рок
Віндов-Рок (англ. Window Rock), також Цехагодзані (навахо'Tségháhoodzání') — переписна місцевість (CDP) в США, в окрузі Апачі штату Аризона.  Адміністративний центр Навахо-нейшен, найбільшої індіанської резервації США. Населення — 2500 осіб (2020).

## Географія
Віндов-Рок розташований за координатами 35°40′14″ пн. ш. 109°3′47″ зх. д. / 35.67056° пн. ш. 109.06306° зх. д. (35.670505, -109.063037).  За даними Бюро перепису населення США в 2010 році переписна місцевість мала площу 13,67 км², з яких 13,67 км² — суходіл та 0,00 км² — водойми.

### Клімат
| Клімат : Віндов-Рок      | Клімат : Віндов-Рок | Клімат : Віндов-Рок | Клімат : Віндов-Рок | Клімат : Віндов-Рок | Клімат : Віндов-Рок | Клімат : Віндов-Рок | Клімат : Віндов-Рок | Клімат : Віндов-Рок | Клімат : Віндов-Рок | Клімат : Віндов-Рок | Клімат : Віндов-Рок | Клімат : Віндов-Рок | Клімат : Віндов-Рок |
| Показник                 | Січ.                | Лют.                | Бер.                | Квіт.               | Трав.               | Черв.               | Лип.                | Серп.               | Вер.                | Жовт.               | Лист.               | Груд.               | Рік                 |
| Абсолютний максимум, °C  | 18,9                | 23,3                | 23,9                | 29,4                | 32,2                | 37,2                | 37,2                | 35,6                | 33,3                | 30,0                | 23,9                | 25,0                | 37,2                |
| Середній максимум, °C    | 6,1                 | 8,3                 | 11,7                | 16,1                | 21,1                | 27,2                | 28,9                | 27,8                | 24,4                | 18,9                | 11,1                | 6,7                 | 17,4                |
| Середня температура, °C  | −1,9                | 0,6                 | 3,6                 | 7,2                 | 12,2                | 18,1                | 20,6                | 19,4                | 15,6                | 9,7                 | 3,1                 | −1,4                | 8,9                 |
| Середній мінімум, °C     | −10                 | −7,2                | −4,4                | −1,7                | 3,3                 | 8,9                 | 12,2                | 11,1                | 6,7                 | 0,6                 | −5                  | −9,4                | 0,5                 |
| Абсолютний мінімум, °C   | −33,9               | −27,2               | −24,4               | −13,3               | −11,7               | −3,3                | 2,2                 | 1,1                 | −4,4                | −11,1               | −23,3               | −30,6               | −33,9               |
| Норма опадів, мм         | 19                  | 17                  | 24                  | 15                  | 12                  | 11                  | 43                  | 39                  | 30                  | 33                  | 26                  | 20                  | 289                 |
| ------------------------ | ------------------- | ------------------- | ------------------- | ------------------- | ------------------- | ------------------- | ------------------- | ------------------- | ------------------- | ------------------- | ------------------- | ------------------- | ------------------- |
| Джерело: Weather Channel |                     |                     |                     |                     |                     |                     |                     |                     |                     |                     |                     |                     |                     |

## Демографія

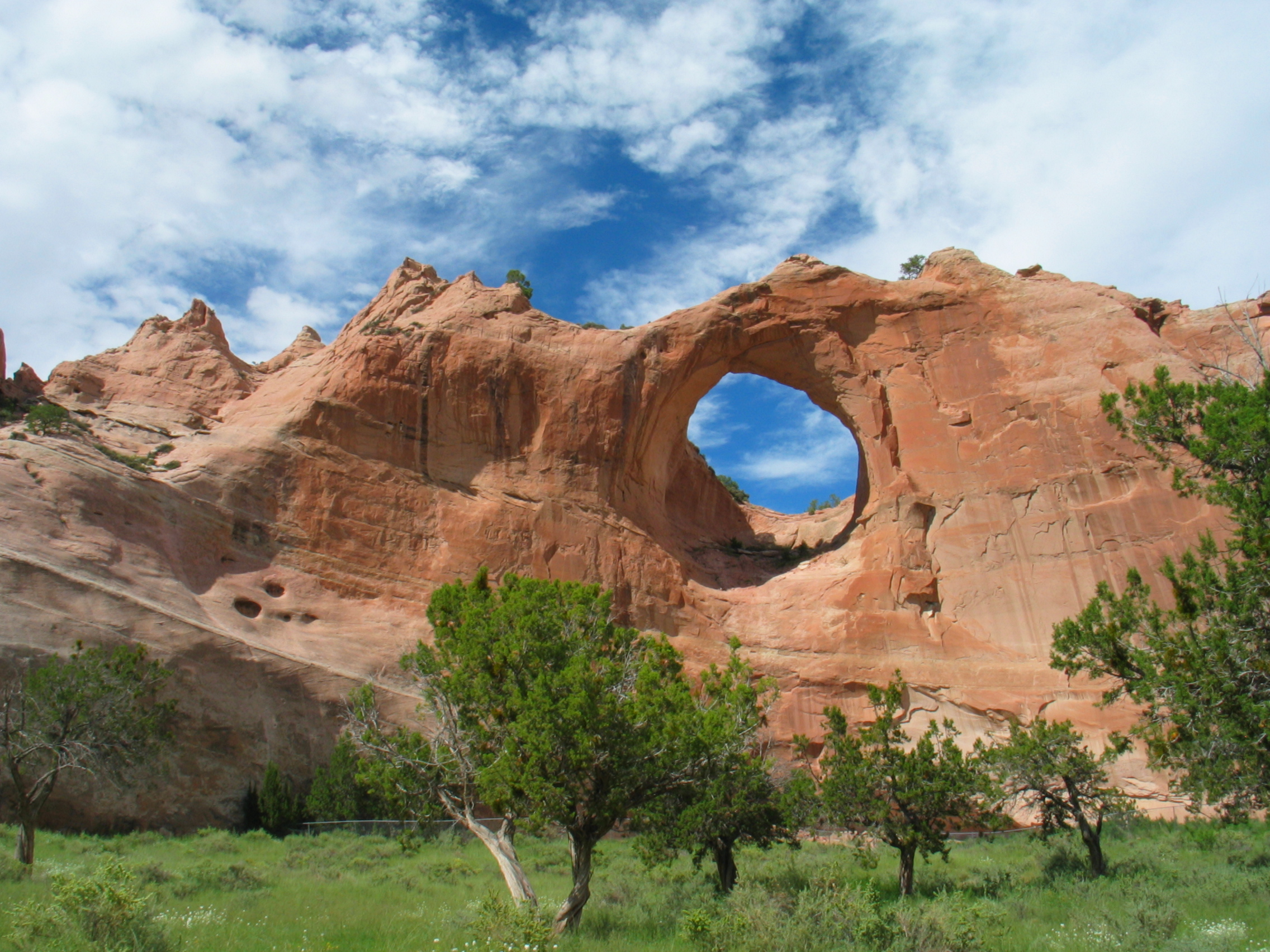
«Вікно у скелі» (Window-Rock), яке дало назву цій місцевості

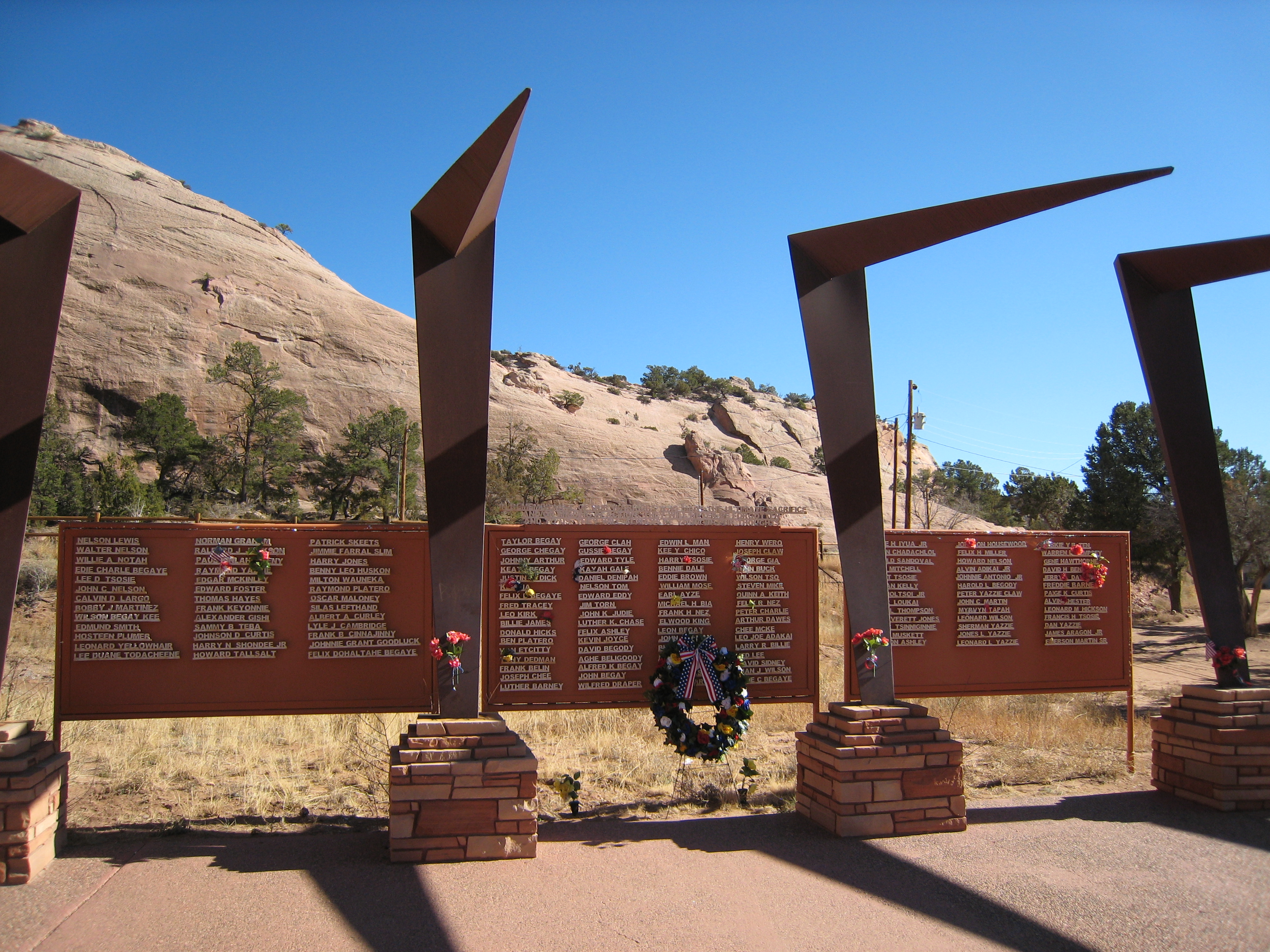
Меморіал на честь воїнів народу навахо, загиблих під час Другої світової війни

Згідно з переписом 2010 року, у переписній місцевості мешкало 2712 осіб у 827 домогосподарствах у складі 629 родин. Густота населення становила 198 осіб/км².  Було 938 помешкань (69/км²).
Расовий склад населення:
| - 94,4 % — корінних американців - 2,5 % — білих - 0,7 % — азіатів - 0,2 % — вихідців з тихоокеанських островів |

До двох чи більше рас належало 1,8 %. Частка іспаномовних становила 1,8 % від усіх жителів.
За віковим діапазоном населення розподілялося таким чином: 31,7 % — особи молодші 18 років, 59,7 % — особи у віці 18—64 років, 8,6 % — особи у віці 65 років та старші. Медіана віку мешканця становила 31,9 року. На 100 осіб жіночої статі у переписній місцевості припадало 93,4 чоловіків;  на 100 жінок у віці від 18 років та старших — 85,9 чоловіків також старших 18 років.
Середній дохід на одне домашнє господарство  становив 44 958 доларів США (медіана — 42 202), а середній дохід на одну сім'ю — 45 441 долар (медіана — 42 674). Медіана доходів становила 26 426 доларів для чоловіків та 39 079 доларів для жінок. За межею бідності перебувало 29,2 % осіб, у тому числі 41,5 % дітей у віці до 18 років та 14,6 % осіб у віці 65 років та старших.
Цивільне працевлаштоване населення становило 1095 осіб. Основні галузі зайнятості: освіта, охорона здоров'я та соціальна допомога — 41,4 %, публічна адміністрація — 17,4 %, науковці, спеціалісти, менеджери — 9,5 %, транспорт — 7,4 %.